# 인도주의적 회랑
인도주의적 회랑 또는 인도주의적 복도, 인도주의의 통로(humanitarian corridor)는 인도주의적 지원 및 위기 지역에서 난민의 안전한 이동을 허용하기 위한 임시 비무장 지대 유형이다. 이러한 회랑은 비행금지구역 또는 운전금지구역과 연결될 수도 있다.
냉전 이후 시대에 다양한 유형의 "인도주의적 회랑"이 제안되었으며, 이는 하나 이상의 전쟁 당사자에 의해 제안되거나 인도주의적 개입의 경우 국제 사회에 의해 제안되었다. 인도주의적 회랑은 시리아 내전 중에 자주 사용되었다.